# Wilk i cielątko
Wilk i cielątko (ros. Волк и телёнок) – radziecki krótkometrażowy film lalkowy z 1984 roku w reżyserii Michaiła Kamienieckiego.

## Obsada (głosy)
- Oleg Tabakow jako Wilk
- Olga Gromowa jako Lisiczka; małe cielątko
- Władimir Winokur jako Miś; Byk
- Wsiewołod Larionow jako Dzik

## Wersja polska
- Wersja polska: Studio Opracowań Filmów w Warszawie
- Reżyseria: Maria Piotrowska
- Dialogi: Elżbieta Kowalska
- Dźwięk: Alina Hojnacka
- Montaż: Halina Ryszowiecka
- Kierownictwo produkcji: Andrzej Staśkiel

Źródło: